# Daniel Raoul
Daniel Raoul, né le 28 juillet 1941 à Pléhédel (Côtes-du-Nord), est un homme politique français, membre du Parti socialiste.

## Biographie
Enseignant dans le supérieur, il quitte la direction de l'Institut des sciences et techniques de l'ingénieur d'Angers en 2001. Daniel Raoul milite depuis 1977 au Parti socialiste.
Il est élu sénateur de Maine-et-Loire le 23 septembre 2001. C'est la première fois qu'un socialiste était élu à ce mandat dans le département. En septembre 2011, il est réélu sénateur de Maine-et-Loire. Avec le passage de cette institution pour la première fois à gauche lors de la Ve République, Daniel Raoul est élu président de la commission des Affaires économiques du Sénat.
Après le renouvellement de 2014, il quitte la présidence de la commission des Affaires économiques et rejoint la commission des finances.
Il est marié, père de trois enfants.
En novembre 2006, lors de la campagne interne du Parti socialiste pour l'investiture à l'élection présidentielle de 2007, il est accusé par les partisans de Ségolène Royal d'être responsable de la diffusion sur Internet d'une vidéo de janvier 2006 montrant la future candidate dans une réunion interne. Les propos qu'elle tenait sur les enseignants dans l'extrait diffusé sur Dailymotion ont engendré une polémique, au sein du PS comme avec des enseignants. Daniel Raoul, qui soutenait la candidature de Dominique Strauss-Kahn, a reconnu avoir demandé, quelques jours avant la fuite, la cassette enregistrée par la fédération socialiste de Maine-et-Loire, mais nie être responsable de la publication qui a suivi : « es amis politiques me l'ont demandé », déclare-t-il au Monde, sans citer de noms. 
Dans son esprit, il s'agissait de préparer « des éléments de débats » pour la deuxième confrontation télévisée entre les candidats consacrée aux questions de société. « Jamais, dit-il, je n'aurais imaginé que ce document se retrouverait tronqué sur le Net. Quand je l'ai découvert, j'étais suffoqué. Pour moi, les propos de Ségolène Royal constituaient un axe de réflexion après les crises de la banlieue, une piste à explorer avec les contreparties dont elle parle ». Il jure ne pas avoir fourni la bande restée dans son bureau au Sénat à qui que ce soit.
Il parraine le candidat En marche ! Emmanuel Macron pour l'élection présidentielle 2017.
Il est fait chevalier de la légion d'honneur le 1er janvier 2020.

## Sénateur de Maine-et-Loire
Daniel Raoul est membre de la commission des finances depuis le renouvellement du Sénat de septembre 2014 ainsi que de l'Office parlementaire d’évaluation des choix scientifiques et technologiques (OPECST) depuis septembre 2008.
En décembre 2017, il rend en toute discrétion à la trésorerie du Sénat un chèque de 149 743€, reliquat, progressivement cumulé pendant 16 ans, de l’indemnité représentative de frais de mandat (IRFM). Il plaide « pour plus de transparence » au sujet de ces indemnités de manière générale.

## Mandats locaux
Conseiller délégué de la ville d’Angers de 1983 à 1989, adjoint aux sports de 1989 à 1995, vice-président du District d’Angers de 1995 à 2001 chargé des constructions scolaires, premier vice-président de la communauté d’agglomération Angers Loire Métropole de 2001 à 2014, il a été Président du Pays Loire Angers de 2004 à 2014.